# Самюъл Хаякава
Самюъл Ичие Хаякава е американски учен и политик.
Професор по английски език, избиран е за президент на Щатския университет на Сан Франциско.
Бил е сенатор от щата Калифорния от 1977 до 1983 г.